# Meliola ambigua
Meliola ambigua är en svampart som beskrevs av Pat. & Gaillard 1888. Meliola ambigua ingår i släktet Meliola och familjen Meliolaceae.   Inga underarter finns listade i Catalogue of Life.